# Дюваль, Лейси
Лейси Дюваль (англ. Lacey Duvalle), настоящее имя — Шеннон Франклин (англ. Shannon Franklin; род. 5 апреля 1982, Вашингтон) — американская порноактриса.

## Биография
Лейси Дюваль начала карьеру порноактрисы в восемнадцать лет под псевдонимом Pebbles, первый фильм в котором она снялась называется Dirty Debutantes, в нём она снялась спустя два дня после своего восемнадцатилетия. Её сцена с Марио Кассинни (англ. Mario Cassinni) в фильме Tunnel Vision 3 выиграла в 2009 году Urban X Award за лучшую POV Sex сцену. У Лейси Дюваль в прошлом был заключён контракт с продюсерской компанией Video Team. В 2008 году Рэпер Чарльз Хэмилтон (англ. Charles Hamilton) написал песню «Lacey Duvalle», которую он назвал одой к ней.

## Награды
- 2009: Urban X Awards Gewinner — Best POV Sex Scene — Tunnel Vision 3[источник не указан 2203 дня]